# Esporte Clube Vitória
Esporte Clube Vitória er en brasiliansk fodboldklub som ligger i den bedste række i den brasilianske liga. Vitória har bl.a. huset stjerner som Bebeto, Dida, Vampeta, Júnior, Dejan Petkovic and Dudu Cearense.

## Titler
Regionale
- Copa do Nordeste: (5) 1976, 1997, 1999, 2003, 2010

Statslige
- Campeonato Baiano: (27) 1908, 1909, 1953, 1955, 1957, 1964, 1965, 1972, 1980, 1985, 1989, 1990, 1992, 1995, 1996, 1997, 1999, 2000, 2002, 2003, 2004, 2005, 2007, 2008, 2009, 2010, 2013

## Historiske slutplaceringer
| Sæson | Niveau | Liga                          | Placering | Kilde  | Notering |
| ----- | ------ | ----------------------------- | --------- | ------ | -------- |
|       |        |                               |           |        |          |
| 2025  | 1.     | Campeonato Brasileiro Série A | .         | [ 1 ]  |          |
|       |        |                               |           |        |          |
| 2024  | 1.     | Campeonato Brasileiro Série A | 11.       | [ 2 ]  |          |
|       |        |                               |           |        |          |
| 2023  | 2.     | Campeonato Brasileiro Série B | 1.        | [ 3 ]  |          |
|       |        |                               |           |        |          |
| 2022  | 3.     | Campeonato Brasileiro Série C | 4.        | [ 4 ]  |          |
|       |        |                               |           |        |          |
| 2021  | 2.     | Campeonato Brasileiro Série B | 18.       | [ 5 ]  |          |
|       |        |                               |           |        |          |
| 2020  | 2.     | Campeonato Brasileiro Série B | 14.       | [ 6 ]  |          |
|       |        |                               |           |        |          |
| 2019  | 2.     | Campeonato Brasileiro Série B | 12.       | [ 7 ]  |          |
|       |        |                               |           |        |          |
| 2018  | 1.     | Campeonato Brasileiro Série A | 19.       | [ 8 ]  |          |
|       |        |                               |           |        |          |
| 2017  | 1.     | Campeonato Brasileiro Série A | 16.       | [ 9 ]  |          |
|       |        |                               |           |        |          |
| 2016  | 1.     | Campeonato Brasileiro Série A | 16.       | [ 10 ] |          |
|       |        |                               |           |        |          |
| 2015  | 2.     | Campeonato Brasileiro Série B | 3.        | [ 11 ] |          |
|       |        |                               |           |        |          |
| 2014  | 1.     | Campeonato Brasileiro Série A | 17.       | [ 12 ] |          |
|       |        |                               |           |        |          |
| 2013  | 1.     | Campeonato Brasileiro Série A | 5.        | [ 13 ] |          |
|       |        |                               |           |        |          |
| 2012  | 2.     | Campeonato Brasileiro Série B | 4.        | [ 14 ] |          |
|       |        |                               |           |        |          |
| 2011  | 2.     | Campeonato Brasileiro Série B | 5.        | [ 15 ] |          |
|       |        |                               |           |        |          |
| 2010  | 1.     | Campeonato Brasileiro Série A | 17.       | [ 16 ] |          |
|       |        |                               |           |        |          |